# Öntésmajor
Öntésmajor ist ein Ortsteil der ungarischen Stadt Kapuvár, die im Komitat Győr-Moson-Sopron liegt. Öntésmajor befindet sich ungefähr sechs Kilometer nordöstlich des Zentrums von Kapuvár und liegt am Rande des Hanság. Im Jahr 2011 gab es in Öntésmajor 88 Häuser und 153 Einwohner. Zwei Kilometer östlich des Ortes befindet sich die Gemeinde Osli.

## Geschichte
Im 17. Jahrhundert kam das Gebiet in den Besitz der Familie Esterházy. Ab 1864 wurde es von der von Baron Gusztáv Berg gegründeten Pächtergesellschaft Kapuvár Agrioca gemietet.
Das genaue Baudatum des Herrenhauses im Ort ist nicht bekannt, aufgrund seines Stils wird seine Entstehung um 1900 geschätzt. Es wurde für die Unterbringung von Beamten des Gutes  erbaut.
Im Jahr 1913 gab es im Ort 312 Einwohner. Er gehörte schon zu dieser Zeit zu Kapuvár. Nach 1945 wurde das Herrenhaus der landwirtschaftlichen Genossenschaft Hanság übergeben und darin eine Grundschule untergebracht. Seit 1981 wird das Gebäude als Museum genutzt.

## Sehenswürdigkeiten
- Hanság Élővilága Kiállítás, Museum zur Lebenswelt im Hanság
- Römisch-katholische Kapelle Szent Pál apostol

Ortstafel am östlichen Ortseingang
Hinweistafel zum Museum
Gebäude des Museums

## Verkehr
Durch Öntésmajor verläuft die Nebenstraße Nr. 85117. Es bestehen Busverbindungen von Öntésmajor nach Tőzeggyármajor, Osli, Veszkény und zum Busbahnhof in Kapuvár. Die nächstgelegenen Bahnhöfe befinden sich in Kapuvár und Veszkény.